# Trixter
I Trixter sono un gruppo hair metal formato nel 1983 a Paramus, nel New Jersey, scioltosi nel 1995 e riformatosi nel 2008.

## Storia
La band si formò a Paramus nel New Jersey nel 1983 ai tempi delle scuole superiori dal cantante Peter Loran ed il chitarrista Steve Brown. Dopo un anno vennero raggiunti dal batterista Mark "Gus" Scott e suonarono il primo concerto live. Si fecero un nome nella scena locale tra New Jersey e New York, e nel 1988 vennero raggiunti dal bassista allora diciassettenne P.J. Farley che completò la formazione. La band cominciò ad attirare sempre più pubblico e nel 1989 trovarono finalmente un accordo discografico con la MCA Records.
Nel settembre 1989 la band andò a Hollywood per registrare il proprio album di debutto, l'omonimo Trixter pubblicato nel maggio 1990. Il brano "Line on Fire" verrà subito lanciato nelle radio. Neil Adams, un fumettista disegnatore di fumetti di Batman, venne ingaggiato per realizzare la copertina dell'album. Allo stesso tempo Adams lavorò alla biografia del gruppo, presentata sotto forma di fumetto.
Dopo aver riscosso un moderato successo col debutto, la band suonò nel settembre dello stesso anno al fianco degli Stryper. Mentre verso metà ottobre il gruppo raggiungerà Don Dokken per un altro tour statunitense.
Dall'album vennero estratti tre videoclip: "One in a Million", "Surrender" e "Give It To Me Good". Quest'ultima guadagnerà il primo posto per diverse settimane sul palinsesto di MTV. Nel frattempo il debutto otterrà il disco d'oro e si posizionerà al 28º posto nella classifica Billboard 200.
Nel 1991 la traccia "Line of Fire" venne inserita nella compilation Nintendo White Knuckle Scorin, edita dalla MCA per la Nintendo. Il gruppo scrisse anche la traccia "One Mo' Time" con la partecipazione di Edgar Winter al sassofono, per il film Un agente segreto al liceo (titolo originale If Looks Could Kill). In questo stesso anno aprirono per i Poison e successivamente intrapresero un tour di cinque mesi con gli Scorpions. Mentre in giugno iniziarono un tour con i Warrant e FireHouse.
Tornarono in studio nel gennaio 1992 per registrare il secondo album Hear!, pubblicato sempre per la MCA il 13 ottobre. A seguire, suonarono da spalla ai Kiss per un tour in Nord America.
Sfortunatamente l'epoca grunge iniziata in questo periodo fece perdere interesse per la band e per il loro genere. Il brano "Road of a Thousand Dreams" fallì nel bissare il successo dei precedenti, sia tramite MTV che sulle radio. Il disco fallì nelle vendite e nella sponsorizzazione. Nel gennaio 1993 venne trasmesso il videoclip "Rockin' Horse", e a seguire qualche concerto. Partirono poi per qualche data in Giappone, dove il genere non era ancora stato contaminato dal neonato grunge. Il disco infatti ebbe ottimi riscontri nel sol levante, e suonarono per due date a Osaka e a Kawasaki. I Trixter finirono il tour dell'album nel giugno 1993 terminando a Milwaukee. Dopodiché vennero scaricati dalla MCA.
Il terzo fu un album di cover, pubblicato nell'ottobre 1994 per l'etichetta indipendente Backstreet Records. Venne intitolato Undercovers ed era composto da brani come "Terrible Lie" dei Nine Inch Nails, "Dirty Deeds Done Dirt Cheap" degli AC/DC o "Pump It Up" di Elvis Costello. La band perse popolarità già dal lavoro precedente, e Mark Scott lasciò la band durante l'ultimo tour. La band lo sostituì con Tom Coombs, batterista che aveva militato in precedenza nella band Hades, band collocata nella stessa zona. Dopo un breve periodo con Coombs, il gruppo decise di sciogliersi definitivamente nel 1995.
La band si riunisce con la formazione originale per una serie di concerti nel 2008. L'avvenimento viene celebrato con un album dal vivo intitolato Alive in Japan, contenente vecchio materiale registrato durante il tour giapponese del 1993, più due brani inediti incisi appositamente in studio: "You Got It" e "When You Close Your Eyes".
Successivamente i Trixter firmano per l'etichetta italiana Frontiers Records con cui pubblicano gli album in studio New Audio Machine (2012) e Human Era (2015).

## Formazione

### Formazione attuale
- Peter Loran – voce (1983-95, 2008-oggi)
- Steve Brown – chitarra, voce (1983-95, 2008-oggi)
- P.J. Farley – basso (1988-95, 2008-oggi)
- Mark "Gus" Scott – batteria (1984-95, 2008-oggi)

### Ex componenti
- Mike Pane – batteria (1983-84)
- Douglas Cowie – basso (1983-88)
- Tom Coombs – batteria (1995)

## Discografia

### Album in studio
- 1990 – Trixter
- 1992 – Hear!
- 1994 – Undercovers
- 2012 – New Audio Machine
- 2015 – Human Era

### Live
- 2008 – Alive in Japan

### Raccolte
- 2009 – Best of Trixter

### Apparizioni
- 1991 – Nintendo White Knuckle Scorin
- 1991 – If Looks Could Kill (Soundtrack)
- 1994 – Rock of the 80's, Vol. 1
- 1998 – 80's Glam Rock, Vol. 2

### Singoli
| Anno | Titolo               | US Hot 100 | US Rock |
| ---- | -------------------- | ---------- | ------- |
| 1990 | "Give It to Me Good" | 65         | 26      |
| 1991 | "Surrender"          | 72         | -       |
| 1991 | "One in a Million"   | 75         | 33      |